# Alphonse Loubat

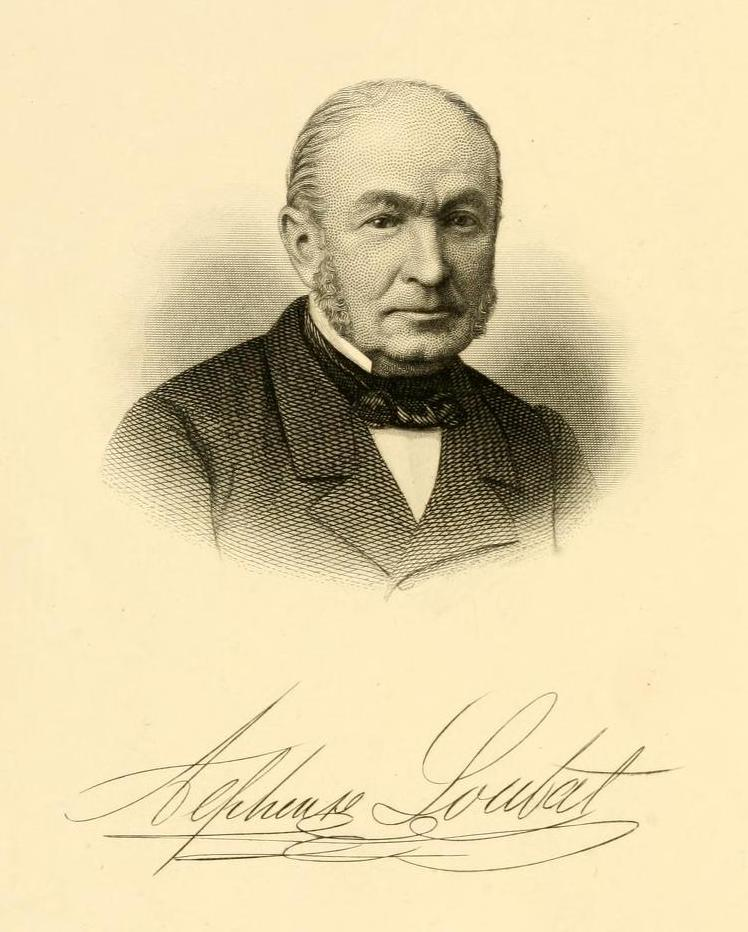
Alphonse Loubat

Alphonse Loubat (Sainte-Livrade-sur-Lot, 15 juni 1799 - Ville-d'Avray, 10 september 1866) was een Franse wijnhandelaar, politicus en uitvinder. Hij is vooral bekend geworden als de uitvinder van de groefrail voor trams.

## Levensloop
Alphonse Loubat werd op 15 juni 1799 geboren in Sainte-Livrade-sur-Lot. Hij verdiende zijn geld met export van Bordeauxwijn naar de Verenigde Staten. Daar kwam hij in aanraking met vroege paardentramlijnen. Deze maakten gebruik van rails die boven de weg uitstaken, een obstakel voor het overige verkeer. Loubat vond de groefrail uit waarvoor hij in 1852 een patent verkreeg. In 1853 opende Parijs als eerste Europese stad een tramlijn met groefrails.
Loubat was van eind 1854 tot eind 1858 burgemeester van Sèvres.
Op 10 september 1866 overleed hij in Ville-d'Avray.
- Gemeinsame Normdatei: 1070445878
- International Standard Name Identifier: 0000 0003 9522 4121
- Library of Congress Control Number: n88244525
- SNAC: w6gj1qfk
- Système universitaire de documentation: 165434449
- Virtual International Authority File: 289911231
- WorldCat: E39PBJdx66PD9qDGCGxPkqR3Qq